# De Sitter-univerzum
A de Sitter-univerzum az Einstein-egyenletek exponenciálisan táguló kozmológiai megoldása. Nevét Willem de Sitterről kapta.
A domináns tag az exponenciális tágulást létrehozó kozmológiai állandó. Az univerzum az inflációs fázisában a de Sitter-fázisban volt, majd az elmúlt 7 milliárd évben lassan egy újabb de Sitter-fázisba ment át. A de Sitter-tágulás oka ismeretlen.